# 小贩大战城管
《小贩大战城管》是由傲雪小组在2010年制作的，以中国大陆现实为背景的单机塔防游戏。游戏玩法为玩家要在小贩、下岗职工、钉子户等弱势群体帮助下抵挡住城管的10波攻击。该游戏该游戏部分音乐素材与图片素材来源于《植物大战僵尸》。该游戏因为反映社会现实而网络上爆红。